# Shirwell
Shirwell – wieś i civil parish w Anglii, w Devon, w dystrykcie North Devon. W 2011 civil parish liczyła 404 mieszkańców. Shirwell jest wspomniana w Domesday Book (1086) jako Ascerewelle/Aiscirewilla/Sirewelle/Sirewilla.